# Danuta Karsten

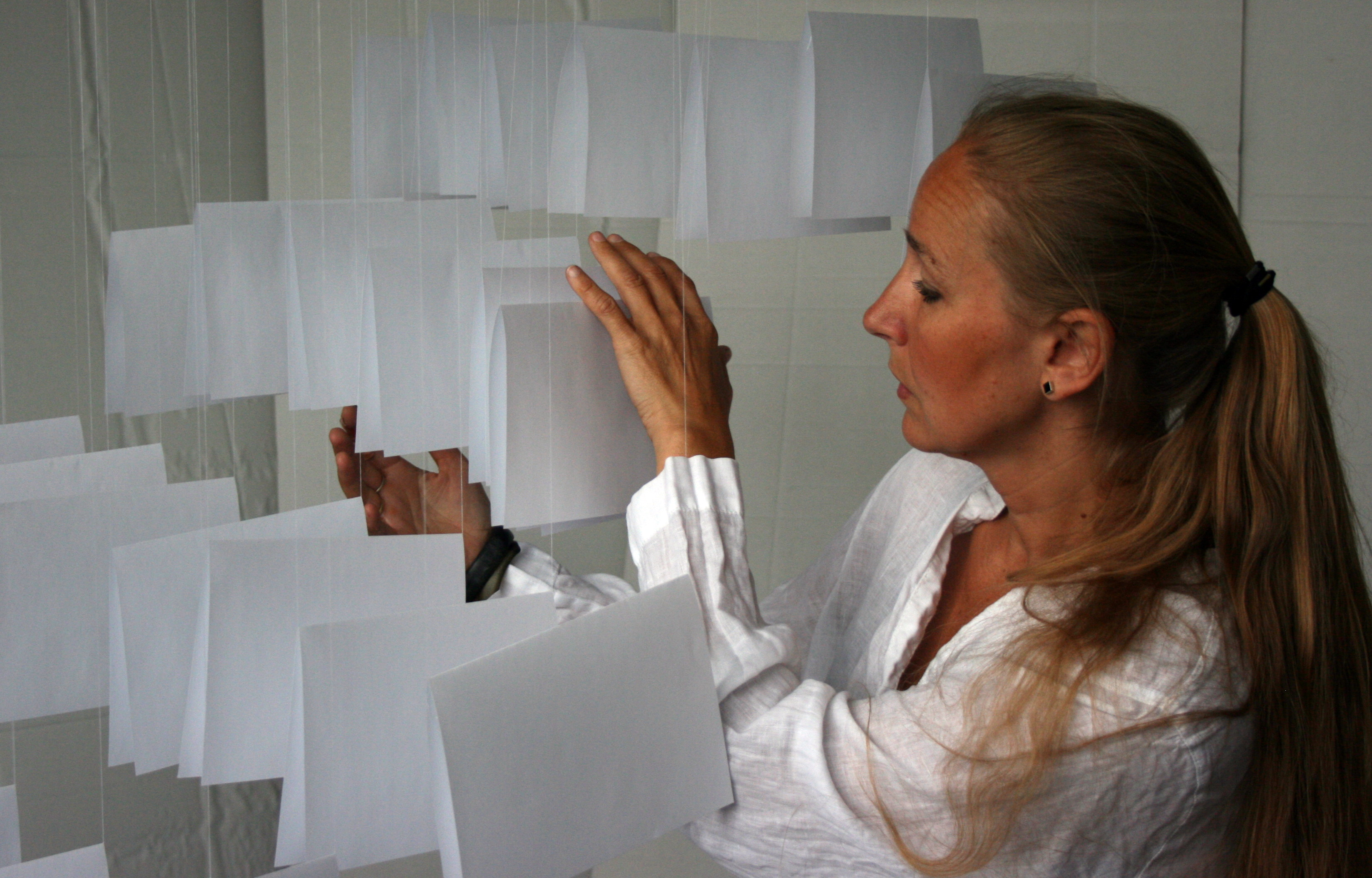
Danuta Karsten

Danuta Karsten (* 1963 in Mała Słońca) ist eine polnische Zeichnerin, Bildhauerin und Installationskünstlerin.
Sie besuchte von 1978 bis 1983 das künstlerische Lyzeum in Gdynia.  Anschließend studierte sie von 1983 bis 1985 Bildhauerei an der Staatlichen Hochschule der Bildenden Künste in Danzig und danach (1986) bei Günther Uecker und Klaus Rinke an der Kunstakademie in Düsseldorf. Sie lebt und arbeitet in Recklinghausen und Herne.